# Litofon

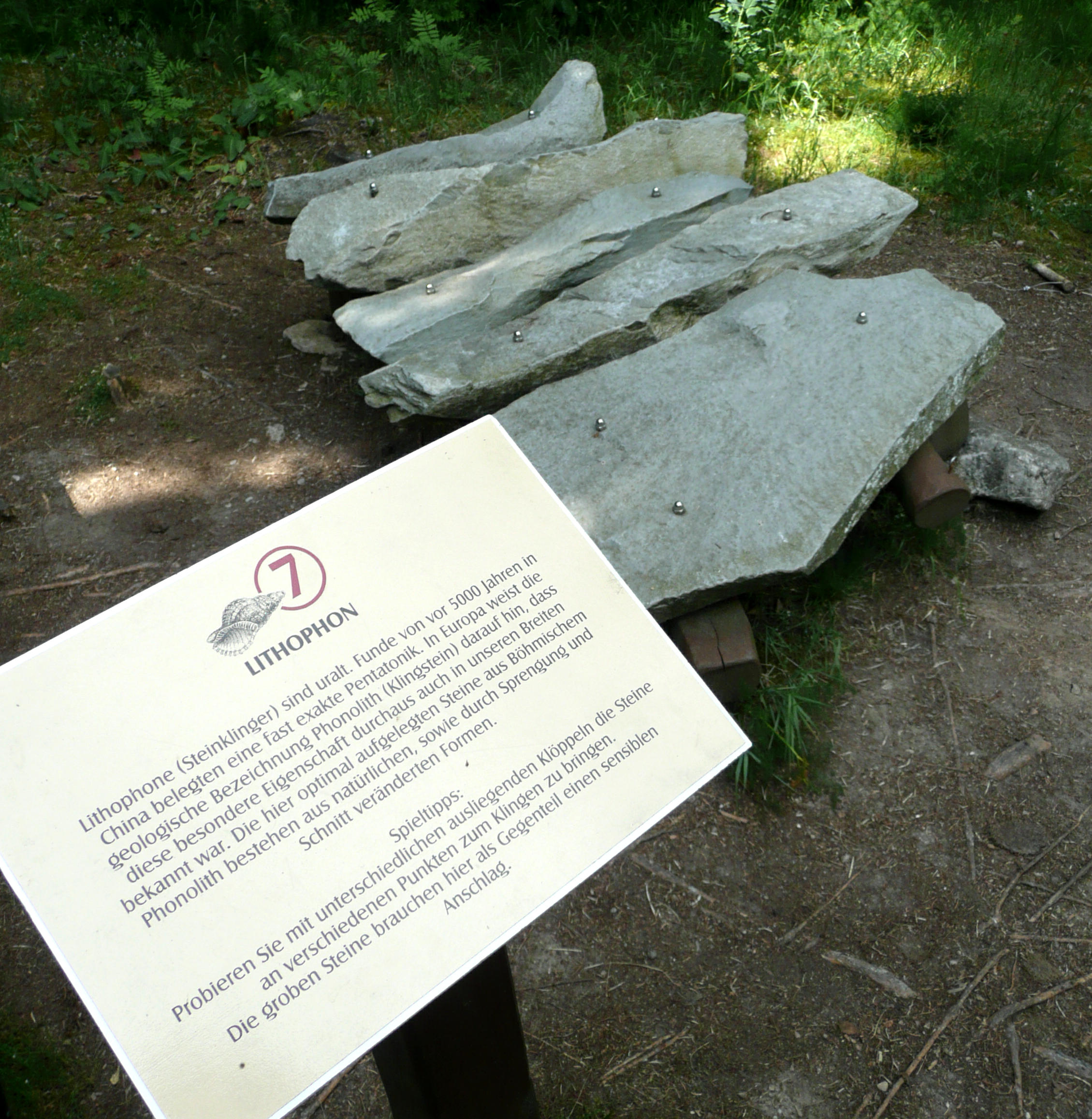
Litofon gjord av bergarten fonolit

Litofon är ett musikinstrument bestående av stenar formade som plattor eller stavar i olika storlekar, vilka ger upphov till olika toner när de slås på med klubbor. Litofonen är en typ av idiofon och liknar xylofonen (av trä) och metallofonen (av metall).